# Studnia przy Mnichowym Kominie
Studnia przy Mnichowym Kominie – jaskinia w Dolinie Rybiego Potoku w Tatrach Wysokich. Wejście do niej znajduje się w środkowej części wschodniej ściany Mnicha, w pobliżu jaskini Studnia w Mnichu i Jaskini przy Studni w Mnichu, na wysokości 1900 m n.p.m. Długość jaskini wynosi 10,5 metrów, a jej deniwelacja 7 metrów.

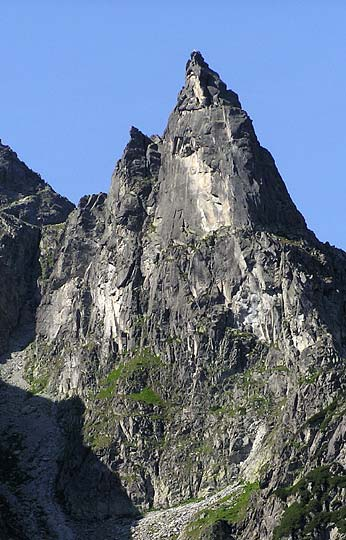
Wschodnia ściana Mnicha

## Opis jaskini
Jaskinię stanowi 5-metrowa studnia zaczynająca się w niewielkim otworze wejściowym. Z jej dna odchodzi, idący w dół, 5-metrowy korytarz.

## Przyroda
W jaskini brak jest nacieków. Ściany są suche, nie ma na nich roślinności.

## Historia odkryć
Jaskinia znajduje się przy znanej drodze wspinaczkowej (m.in. z trudnego wariantu R) i dlatego jej otwór był znany taternikom wspinających się w latach dwudziestych i trzydziestych na wschodniej ścianie Mnicha. Jednak opis i plan jaskini został sporządzony dopiero w 2000 roku.